# Islamabad
Islamabad (in urdu اسلام آباد‎?, Islāmābād , lett. "città dell'Islam") è una città di 1 014 825 abitanti del Pakistan, capitale dello Stato dal 1967 nonché capoluogo del Territorio della capitale. Città di fondazione, si trova sull'altopiano di Potwar, nella parte nord-orientale del paese, tra le province del Punjab e di Khyber Pakhtunkhwa. Si tratta della nona città del Pakistan per popolazione.
Fu realizzata tra il 1961 e il 1966 sotto la supervisione dell'architetto greco Kōnstantinos Apostolou Doxiadīs, per sostituire Karachi come capitale dello stato, nei pressi di Rawalpindi (capitale provvisoria del Pakistan tra il 1959 e il 1968). Sede della moschea Faysal, la più grande del paese e dell'intera Asia meridionale nonché la quarta più grande al mondo, ospita un gran numero di parchi e foreste oltre che il Monumento Nazionale, simbolo dell'unità nazionale del Pakistan.
Occupa una posizione molto alta nella classifica delle città per indice di sviluppo umano, graduatoria in cui è al secondo posto tra le città pakistane dopo Lahore. È la città pakistana dove è più alto il costo della vita ed è abitata in prevalenza da membri della classe media e della classe elevata. Ospita 20 università, tra cui l'ateneo di Quaid-i-Azam, fondato nel 1967, l'Istituto pakistano per l'ingegneria e le scienza applicate, l'Università Allama Iqbal, l'Università COMSATS e l'Università nazionale delle scienze e della tecnologia del Pakistan. È inoltre considerata tra le città più sicure del paese grazie alla sua dotazione di circa 1900 telecamere a circuito chiuso.

## Geografia fisica

### Territorio
La città si trova nella parte settentrionale dell'altopiano di Potwar, ai piedi delle colline di Margalla, ad un'altitudine che oscilla tra i 457 e 1604 metri sul livello del mare. Islamabad è bagnata dal fiume Korang che sfocia nel lago artificiale di Rāwal.

### Clima
Islamabad ha un clima subtropicale umido. Il mese più caldo è giugno, con temperatura media di 38 °C, mentre il più freddo è gennaio. Il mese più umido è luglio, con grandi precipitazioni, temporali e possibilità di inondazioni.
| Islamabad           | Mesi | Mesi | Mesi | Mesi | Mesi | Mesi | Mesi | Mesi | Mesi | Mesi | Mesi | Mesi | Stagioni | Stagioni | Stagioni | Stagioni | Anno |
| Islamabad           | Gen  | Feb  | Mar  | Apr  | Mag  | Giu  | Lug  | Ago  | Set  | Ott  | Nov  | Dic  | Inv      | Pri      | Est      | Aut      | Anno |
| ------------------- | ---- | ---- | ---- | ---- | ---- | ---- | ---- | ---- | ---- | ---- | ---- | ---- | -------- | -------- | -------- | -------- | ---- |
| T. max. media (°C)  | 16,9 | 19,2 | 23,9 | 29,3 | 34,9 | 39,2 | 35,7 | 33,6 | 33,4 | 30,5 | 24,6 | 19,3 | 18,5     | 29,4     | 36,2     | 29,5     | 28,4 |
| T. min. media (°C)  | 2,7  | 5,4  | 10,2 | 14,9 | 19,5 | 24,2 | 24,5 | 23,4 | 21,2 | 14,4 | 7,7  | 3,5  | 3,9      | 14,9     | 24,0     | 14,4     | 14,3 |
| Precipitazioni (mm) | 61   | 61   | 72   | 50   | 38   | 41   | 222  | 227  | 91   | 24   | 17   | 37   | 159      | 160      | 490      | 132      | 941  |

## Origini del nome
Il toponimo Islamabad è una parola composta da: "Islam", con cui si identifica la religione islamica e "ābād", parola persiana con cui si indica un centro abitato o una città con il significato quindi di "città dell'Islam".

## Storia
Con la dichiarazione d'indipendenza del dominion del Pakistan nel 1947, il porto meridionale di Karachi fu scelto come capitale del neonato stato. Tuttavia negli anni la città fu ritenuta insufficiente ad ospitare il centro dello stato sia per ragioni legate alla sicurezza, essendo quest'ultima facilmente accessibile dal mar Arabico, che legate ad una possibile ingerenza del mondo affaristico nell'amministrazione della città e dello Stato. Con la proclamazione della repubblica islamica, fu istituita una commissione per selezionare la nuova capitale, che scelse un sito a pochi chilometri verso nord-est rispetto alla città di Rawalpindi, designata nel 1959 come capitale provvisoria del Pakistan.
La progettazione della città fu diretta dall'architetto greco Kōnstantinos Apostolou Doxiadīs e vi presero parte Edward Durell Stone e Gio Ponti; secondo il progetto originale fu suddivisa in otto distretti funzionali riservati alle attività tipiche di una capitale.
La città subì considerevoli danni a causa del terremoto del Kashmir del 2005, con epicentro nei pressi di Muzaffarabad, e fu vittima, nel corso degli anni 2000, di svariati attentati terroristici tra cui l'assedio della Lal Masjid del 2007, l'attentato all'ambasciata danese e l'attentato al Marriott Hotel, entrambi del 2008.

## Monumenti e luoghi di interesse

### Architetture religiose

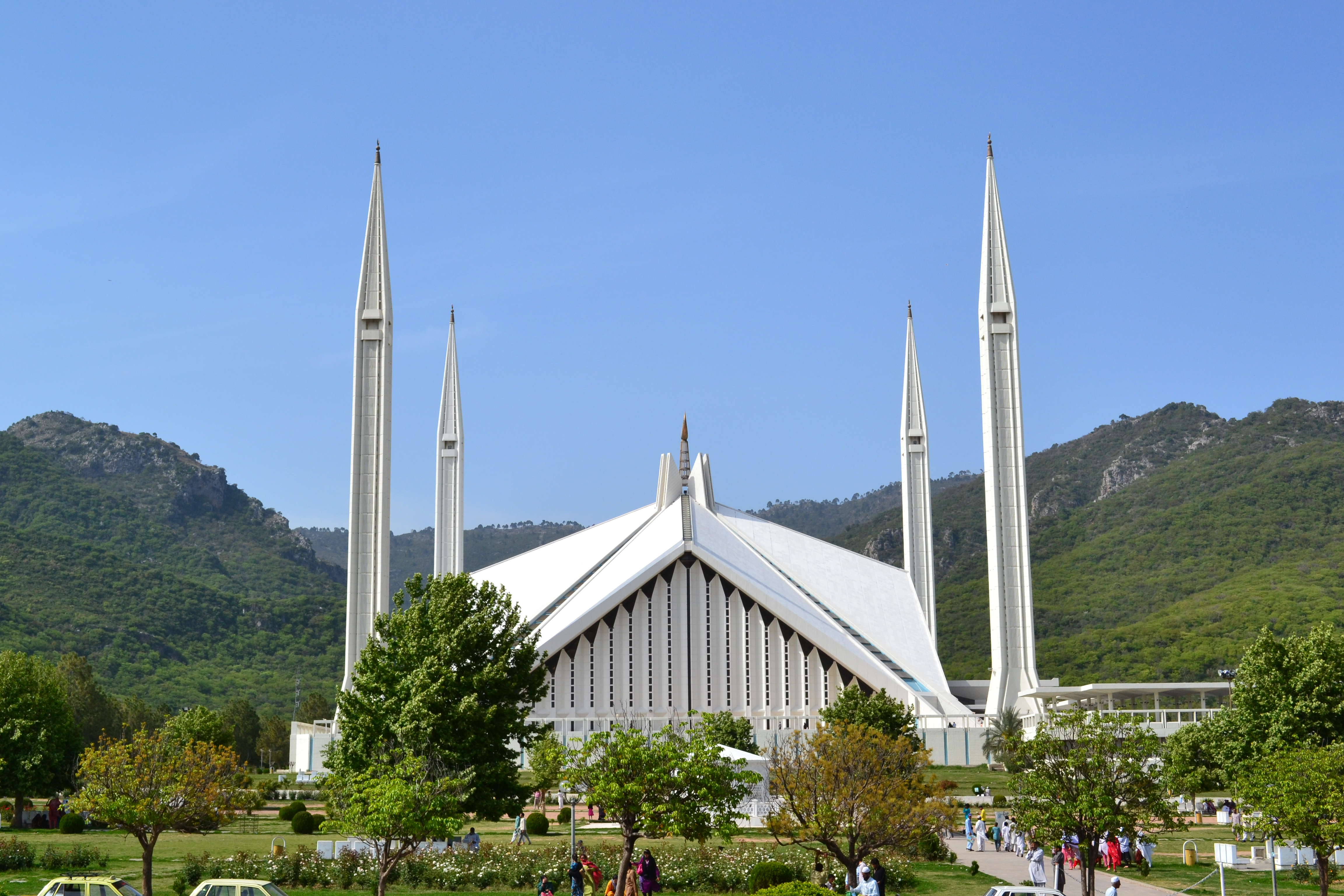
La moschea Faysal

- Moschea Faysal

### Architetture civili
- The Centaurus

## Cultura
Nella città si trova la Galleria nazionale d'arte, la prima galleria d'arte nazionale del Paese ed il Museo di storia naturale del Pakistan.

## Economia
Islamabad è una città cruciale per l'economia pakistana: pur coprendo solo lo 0,8% della popolazione dello stato, contribuisce per l'1% del prodotto interno lordo nazionale. La borsa di Islamabad, fondata nel 1989, è la terza più grande del paese dopo quella di Karachi e quella di Lahore ed è stata fusa con le altre due per formare la borsa del Pakistan. Secondo il rapporto Doing Business della Banca Mondiale del 2010, Islamabad era il miglior posto dove fare affari in Pakistan.
Un settore economico in notevole espansione in città è quello delle tecnologie dell'informazione e della comunicazione, del parco tecnologico, che ha visto il trasferimento ad Islamabad di molte compagnie inizialmente attive in India.

## Infrastrutture e trasporti
Islamabad, la capitale del Pakistan, è una vivace metropoli nota per i suoi centri educativi, industriali ed economici. Essendo un centro di attività commerciali, Islamabad offre ai suoi residenti uno stile di vita lussuoso. 

### Aeroporti
La città è servita dal vicino aeroporto internazionale, aperto nel 2018 e amministrato dall'Autorità per l'aviazione civile del Pakistan (PCAA). Precedentemente Islamabad era servita dall'aeroporto Internazionale Benazir Bhutto, aperto nel 1930 come base della Royal Air Force britannica.

## Amministrazione

### Gemellaggi
Islamabad è gemellata con le seguenti città:
- Bogotà
- Ankara
- Taranto
- Pechino, dal 1992[12]
- Francoforte sul Meno
- Sydney
- Colonia
- Amman
- Toronto